# معمای انیشتین
معمای انیشتین یا معمای گورخر(به انگلیسی: Zebra puzzle) یه معمای منطقی شناخته شده است. نسخه های متعددی از این معما از جمله نسخه ی منتشر شده توسط مجله ی لایف اینترنشنال، که در تاریخ ۱۷ دسامبر ۱۹۶۲ منتشر شد، وجود دارد.
گفته می شود که این معما توسط آلبرت اینشتین در کودکی طرح شده است. البته هیچ منبع موثقی در این مورد وجود ندارد.
از معمای گورخر به عنوان یک بنچمارک در مسائل ارضای محدودیت استفاده می شود.

## شرح معما
معمای زیر، نسخه‌ی مجله‌ی لایف اینترنشنال است: